# Allodynerus delphinalis delphinalis
Allodynerus delphinalis delphinalis é uma subespécie de insetos himenópteros, mais especificamente de vespas pertencente à família Vespidae.
A autoridade científica da subespécie é Giraud, tendo sido descrita no ano de 1866.
Trata-se de uma subespécie presente no território português.